# Martin Simon (Liedermacher)
Martin „Kleinti“ Simon (* 17. Juni 1966 in Bonn; † 5. Juni 2000 ebenda) war ein deutscher Liedermacher.

## Leben
Simon wuchs in seiner Geburtsstadt Bonn auf. Er absolvierte eine Lehre zum Gas- und Wasser-Installateur und begann später eine Ausbildung als Trainee in einem Hotel, die er jedoch vorzeitig zu Gunsten einer musikalischen Karriere aufgab. Außerdem war Simon Lomograf.
Er gründete 1993 zusammen mit seinem Freund Götz Widmann das Liedermacher-Duo Joint Venture. Der erste Auftritt des Duos fand im Oktober 1993 in der Bonner Kneipe Anno Tubac beim „Folktreff“ statt. Joint Venture waren vor allem für ironische Songs über Cannabis bekannt. Ihre Lieder handeln auch von einer ganzen Reihe anderer Themen, wie Liebe, Beruf, Künstlerdasein oder Philosophie. Sie sind von einem charakteristischen Humor, aber häufig auch von einer traurig-melancholischen Stimmung geprägt.
Simon starb, zwölf Tage vor seinem 34. Geburtstag, am 5. Juni 2000 an einem Herzinfarkt.

## Diskographie
- 1995: Dinger
- 1995: Augen zu
- 1996: Unanständige Lieder (Live)
- 1998: Ich brauch’ Personal
- 1999: Extremliedermaching
- 2002: Kleinti